# Gagea baschkyzylsaica
Gagea baschkyzylsaica är en liljeväxtart som beskrevs av Igor Germanovich Levichev. Gagea baschkyzylsaica ingår i Vårlökssläktet och i familjen liljeväxter. Inga underarter finns listade.